# Popalangur
Popalangur (Trachypithecus popa) er en art af primater i familien hundeaber. Den findes udelukkende i Myanmar. Det er opkaldt efter Mount Popa, hvor der lever en population på omkring 100 af aberne. Den menes at være kritisk truet, med 200 til 250 individer tilbage i naturen.

## Beskrivelse
Popa langur har en mørkebrun eller gråbrun ryg, en hvid mave og sorte hænder og fødder. Den hvid snude og karakteristiske hvide ringe omkring øjnene. Den vejer omkring 8 kg.

## Bevaringsstatus
Primat er beskrevet i 2020 og allerede truet. Det anslås, at der kun er 200 til 260 individer fordelt på fire separate populationer. Trusler omfatter jagt såvel som ødelæggelse af levesteder og habitatfragmentering. Arten endnu ikke er blevet vurderet af IUCN, en organisation, der dokumenterer bevaringsstatus for truede arter, men ville ifølge forskere allerede blive betragtet som "kritisk truet", hvis man bruger IUCN-kriterier.